# Acer huangpingense
Acer huangpingense är en kinesträdsväxtart som beskrevs av T.Z. Hsu. Acer huangpingense ingår i släktet lönnar, och familjen kinesträdsväxter. Inga underarter finns listade i Catalogue of Life.